# Peter Freudenthal (konstnär)
Peter Max Freudenthal, född 6 juli 1938 i Norrköping, är en svensk målare och grafiker. 
Freudenthal studerade bland annat konst, konsthistoria, arkeologi och etnografi vid Stockholms universitet. 1962 arbetade han som arkeolog i norra Sudan, där den lokala arkitekturen inspirerade honom till sina första abstrakta målningar. På Medelhavsmuseet finns arkeologiskt material från Egypten som Freudenthal förmedlat 1968 från sin tid i Afrika. Under 1960- och 1970-talen arbetade han vid Etnografiska museet, Stockholm.
Freudenthal debuterade i Stockholm 1966 och har ställt ut konst bland annat i USA och på olika ställen i Europa. Han föredrar att kalla sin konststil, som i regel omnämns konstruktivism, geometrisk abstraktion. Vissa av hans motiv har sitt ursprung i den judiska traditionen. Freudenthals verk har ansetts vara "musikaliska". Tillsammans med Einar Höste och Lars Englund ställde han ut på Lunds konsthall 2002. Freudenthal mottog 2012 Östgöta konstförenings stipendium.
Han är son till Heinz Freudenthal och gift med socialantropologen Solveig Freudenthal samt bror till Otto Freudenthal.
Freudenthal är representerad vid bland annat  Museum of Modern Art,  Metropolitan Museum,  i New York, Nationalmuseum, Moderna museet, The Jewish Museum i New York, The Israel Museum i Jerusalem, Norrköpings konstmuseum, Kalmar konstmuseum, Länsmuseet Gävleborg,  Hallands kulturhistoriska museum, Östergötlands museum. och Örebro läns landsting.

## Separatutställningari urval
- Galerie Aronowitsch [17] i Stockholm 1968
- Norrköpings museum 1974
- The Jewish Museum, New York 1978
- Galerie Aronowitsch, Stockholm 1979
- Galerie Convergence, Paris 1990
- Konstakademien, Stockholm 1998
- Lunds konsthall[18] 2002
- Galerie von Waldenburg, Berlin 2014